# Subdivisions du Brunei

Les quatre districts du Brunei

Le Sultanat du Brunéi est composé de quatre districts (« daerah »).
| No. | District     | Superficie | chef-lieu           |
| --- | ------------ | ---------- | ------------------- |
| 1   | Belait       | 2 724 km²  | Kuala Belait        |
| 2   | Brunei-Muara | 571 km²    | Bandar Seri Begawan |
| 3   | Temburong    | 1 304 km²  | Bangar              |
| 4   | Tutong       | 1 166 km²  | Pekan Tutong        |

Ces districts sont à leurs tours subdivisés en Mukims ("provinces") dont le nombre sur l’ensemble du territoire brunéien s’élevent à 38.